# Zmago Sagadin
Zmagoslav Sagadin, detto Zmago (Celje, 1º novembre 1952), è un allenatore di pallacanestro sloveno, fino al 1992 jugoslavo.

## Carriera
Ha guidato la Slovenia ai Campionati europei del 1995.

## Palmarès
- Coppa di Slovenia: 11

Union Olimpija: 1992, 1993, 1994, 1995, 1997, 1998, 1999, 2000, 2001, 2002, 2006
- Coppa di Serbia e Montenegro: 1

Stella Rossa Belgrado: 2004
- Coppa d'Europa: 1

Union Olimpija: 1993-94
- Lega Adriatica: 1

Olimpia Lubiana: 2001-02